# Глазенап (лунный кратер)
Кратер Глазенап (лат. Glazenap) — крупный ударный кратер в экваториальной области обратной стороны Луны. Название присвоено в честь русского и советского астронома Сергея Павловича Глазенапа (1848—1937); утверждено Международным астрономическим союзом в 1970 г. Образование кратера относится к позднеимбрийскому периоду.

## Описание кратера
Ближайшими соседями кратера являются кратеры Гартман и Грин на северо-западе; огромный кратер Менделеев на севере; кратер Шустер на северо-востоке; кратер Паннекук на юго-востоке; а также кратер Прагер на западе-юго-западе. Селенографические координаты центра кратера 1°51′ ю. ш. 137°46′ в. д. / 1,85° ю. ш. 137,76° в. д., диаметр 39 км, глубина 2,2 км.
Кратер имеет полигональную форму с небольшим выступом в юго-восточной части. К северо-западной части вала примыкает приметный небольшой кратер. У подножья внутреннего склона вала находятся осыпи пород. Средняя высота вала кратера над окружающей местностью 1060 м, объем кратера составляет приблизительно 1400 км³. Дно чаши кратера неровное.

## Сателлитные кратеры

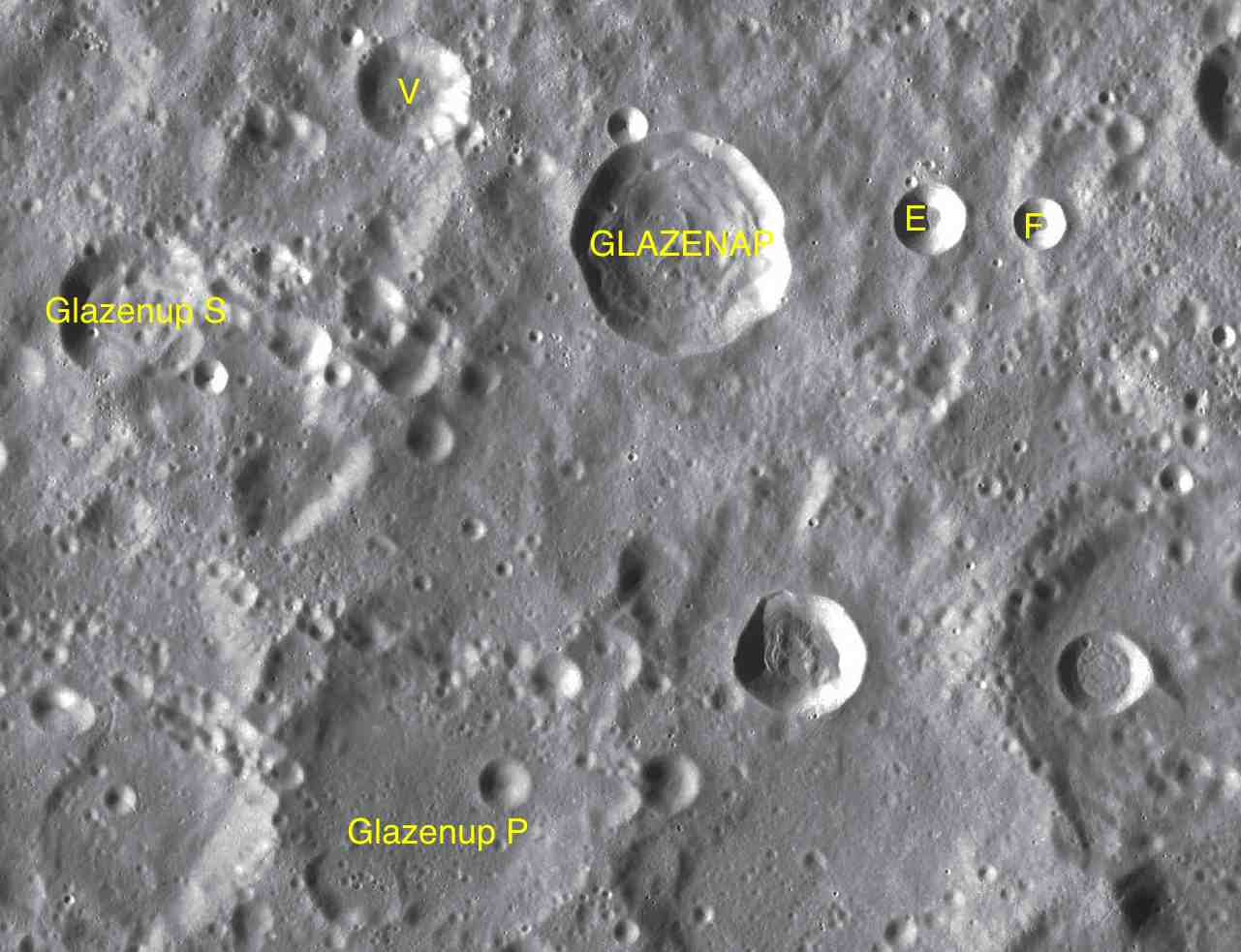
Фрагмент карты LAC-84.

| Глазенап | Координаты                                            | Диаметр, км |
| -------- | ----------------------------------------------------- | ----------- |
| E        | 1°42′ ю. ш. 139°14′ в. д. / 1,7° ю. ш. 139,23° в. д.  | 12,8        |
| F        | 1°44′ ю. ш. 139°53′ в. д. / 1,73° ю. ш. 139,88° в. д. | 9,4         |
| P        | 4°53′ ю. ш. 136°22′ в. д. / 4,88° ю. ш. 136,37° в. д. | 67,5        |
| S        | 2°14′ ю. ш. 134°34′ в. д. / 2,24° ю. ш. 134,57° в. д. | 28,6        |
| V        | 0°58′ ю. ш. 136°11′ в. д. / 0,96° ю. ш. 136,19° в. д. | 20,4        |